# União da Vitória
União da Vitória este un oraș în Paraná (PR), Brazilia.